# Carsten Colpe
Carsten Colpe (* 19. Juli 1929 in Dresden; † 24. November 2009 in Berlin) war ein deutscher Religionswissenschaftler, Neutestamentler und Iranist.

## Laufbahn

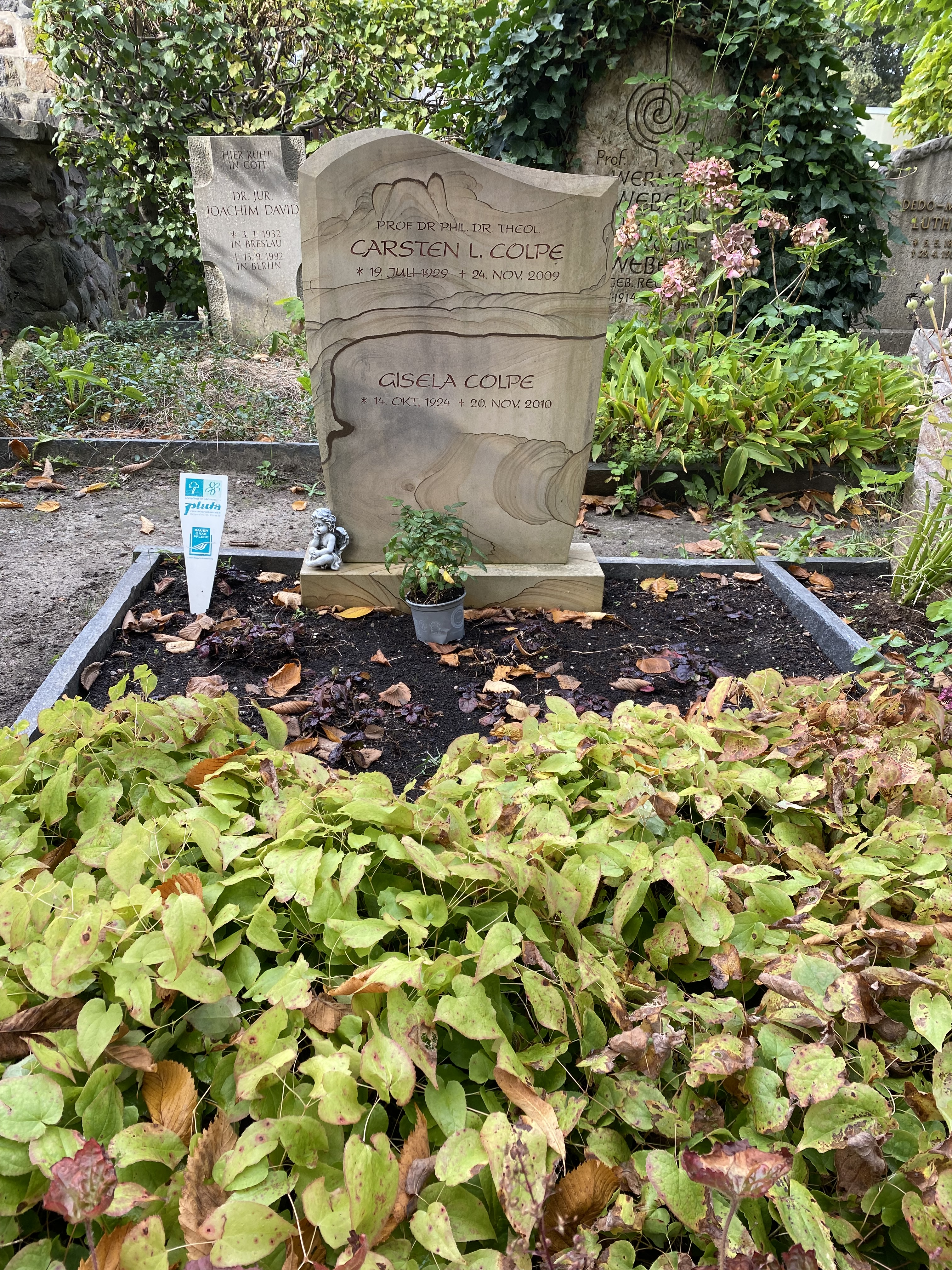
Grabstätte Carsten Colpe

Carsten Colpe war der älteste Sohn von Dr. med. Dr. jur. Carl Colpe, Facharzt für Neurologie, und seiner Frau Helga geb. Paech. 1954 promovierte er in Göttingen bei Hans Heinrich Schaeder im Fach Religionswissenschaft zum Dr. phil., 1960 bei Joachim Jeremias mit dem Buch Die religionsgeschichtliche Schule. Darstellung und Kritik ihres Bildes vom gnostischen Erlösermythus (erschienen Göttingen 1961) zum Dr. theol. Ebenfalls 1960 habilitierte er sich mit der Arbeit Der Menschensohn und seine Vorgeschichte für das Fach »Religionsgeschichte mit besonderer Berücksichtigung der Umwelt des Neuen Testaments«. Im gleichen Jahr ließ er sich nach Hamburg umhabilitieren. Zu jener Zeit engagierte er sich auch politisch und kandidierte bei der Bundestagswahl 1961 erfolglos für die Deutsche Friedens-Union.
1962 wurde er als ordentlicher Professor für Religionsgeschichte mit besonderer Berücksichtigung der Umwelt des Neuen Testaments nach Göttingen berufen. 1969 wechselte er auf einen Lehrstuhl für Iranistik und Religionsgeschichte der Freien Universität Berlin, der 1974 in Religionsgeschichte und Historische Theologie umbenannt wurde. 1997 wurde er emeritiert.
1963/64 war er Visiting Professor an der Yale University in New Haven (Connecticut), 1969 an der British Academy, London, und der University of Chicago, 1974/75 am British Institute of Persian Studies.
Colpe war Mitglied der Heidelberger Akademie der Wissenschaften. Er verstarb am 24. November 2009 in Berlin und wurde auf dem St.-Annen-Kirchhof in Berlin-Dahlem beigesetzt.

Im Jahre 2006 ging ein Teil von Colpes Privatbibliothek als Schenkung an die Staats- und Universitätsbibliothek Bremen, insgesamt ca. 3000 Bände Fachliteratur zur Religionsgeschichte der Spätantike, des Vorderen Orients und der Iranistik. Einige Titel sind in der Zwischenzeit wieder ausgesondert worden und fanden sich als entstempelte Exemplare mit Exlibris im antiquarischen Buchhandel.

Exlibris von Prof. Dr. Carsten Colpe (1929–2009), Religionswissenschaftler, Neutestamentler und Iranist

## Werke (Auswahl)
- Die religionsgeschichtliche Schule. Darstellung und Kritik ihres Bildes vom gnostischen Erlösermythus. Göttingen 1961
- mit Klaus Berger: Religionsgeschichtliches Textbuch zum Neuen Testament. Göttingen 1987, ISBN 978-3-525-51367-5.
- Problem Islam. Frankfurt am Main 1989, ISBN 978-3-86572-279-9.
- Das Siegel der Propheten. Historische Beziehungen zwischen Judentum, Judenchristentum, Heidentum und frühem Islam. Berlin 1990, ISBN 978-3-923095-32-2.
- Über das Heilige. Versuch, seiner Verkennung kritisch vorzubeugen. Meisenheim/Frankfurt 1990, ISBN 978-3-86572-603-2.
- Kleine Schriften. 6 Bände. Berlin 1996, ISBN 978-3-929619-10-2.
- Weltdeutungen im Widerstreit. Berlin 1999, ISBN 978-3-11-015712-3.
- Iranier – Aramäer – Hebräer – Hellenen. Iranische Religionen und ihre Westbeziehungen. Tübingen 2003, ISBN 978-3-16-147800-0.
- Griechen – Byzantiner – Semiten – Muslime. Hellenistische Religionen und die west-östliche Enthellenisierung. Phänomenologie und phänomenologische Hauptkapitel. Tübingen 2008, ISBN 978-3-16-148890-0.
- Einleitung in die Schriften aus Nag Hammadi. (=Jerusalemer Theologisches Forum, Band 16.) Münster 2011, ISBN 978-3-402-11021-8.

## Herausgebertätigkeit (Auswahl)
- Reallexikon für Antike und Christentum 1964–2001
- Religionsgeschichtliche Versuche und Vorarbeiten 1969–1987
- Handbuch der Religionsgeschichte 1971–1975
- Das Corpus Hermeticum deutsch. Im Auftr. der Heidelberger Akademie der Wissenschaften. 1997ff